# Dehnsen

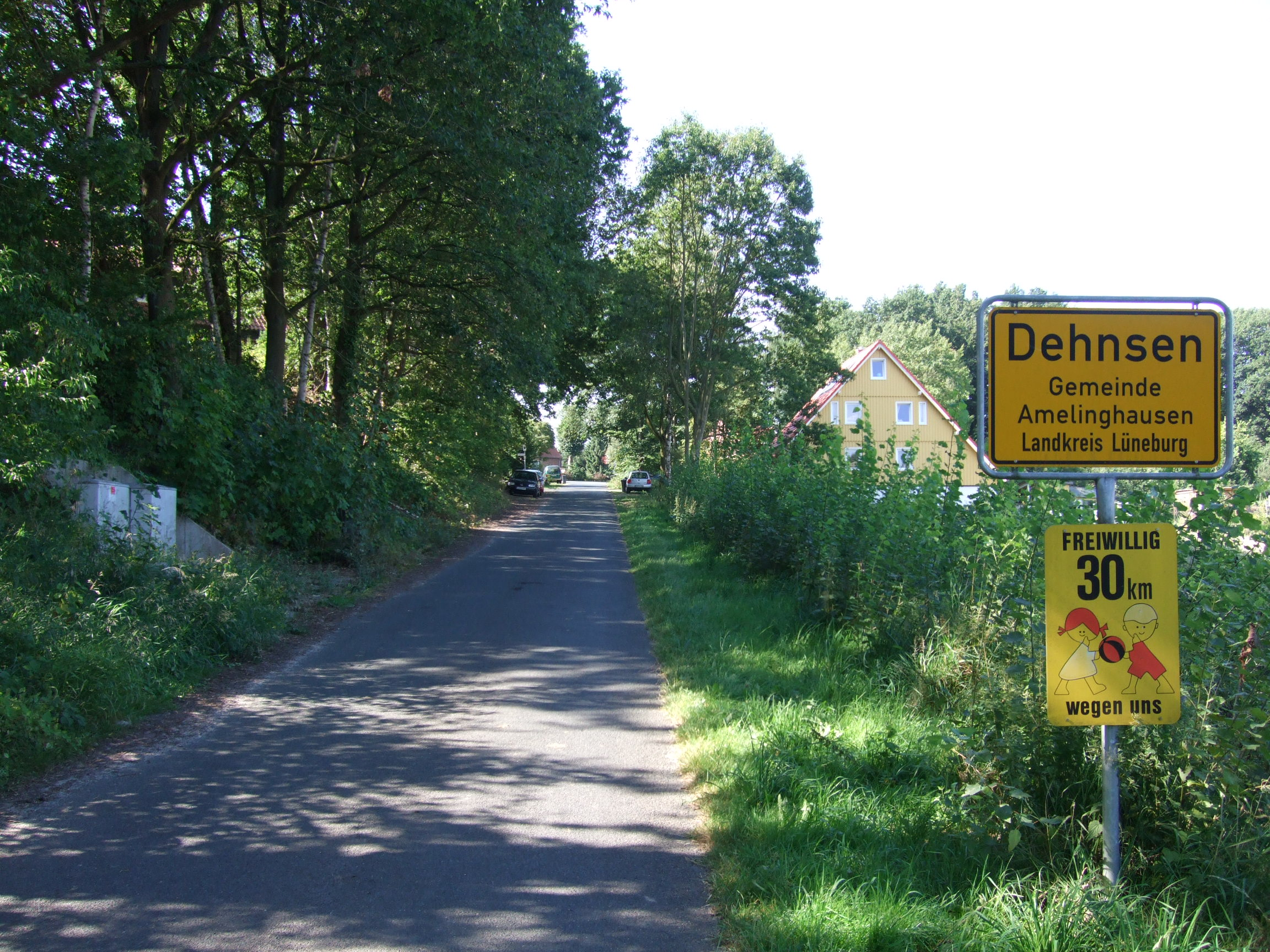
Entrada norte de Dehnsen

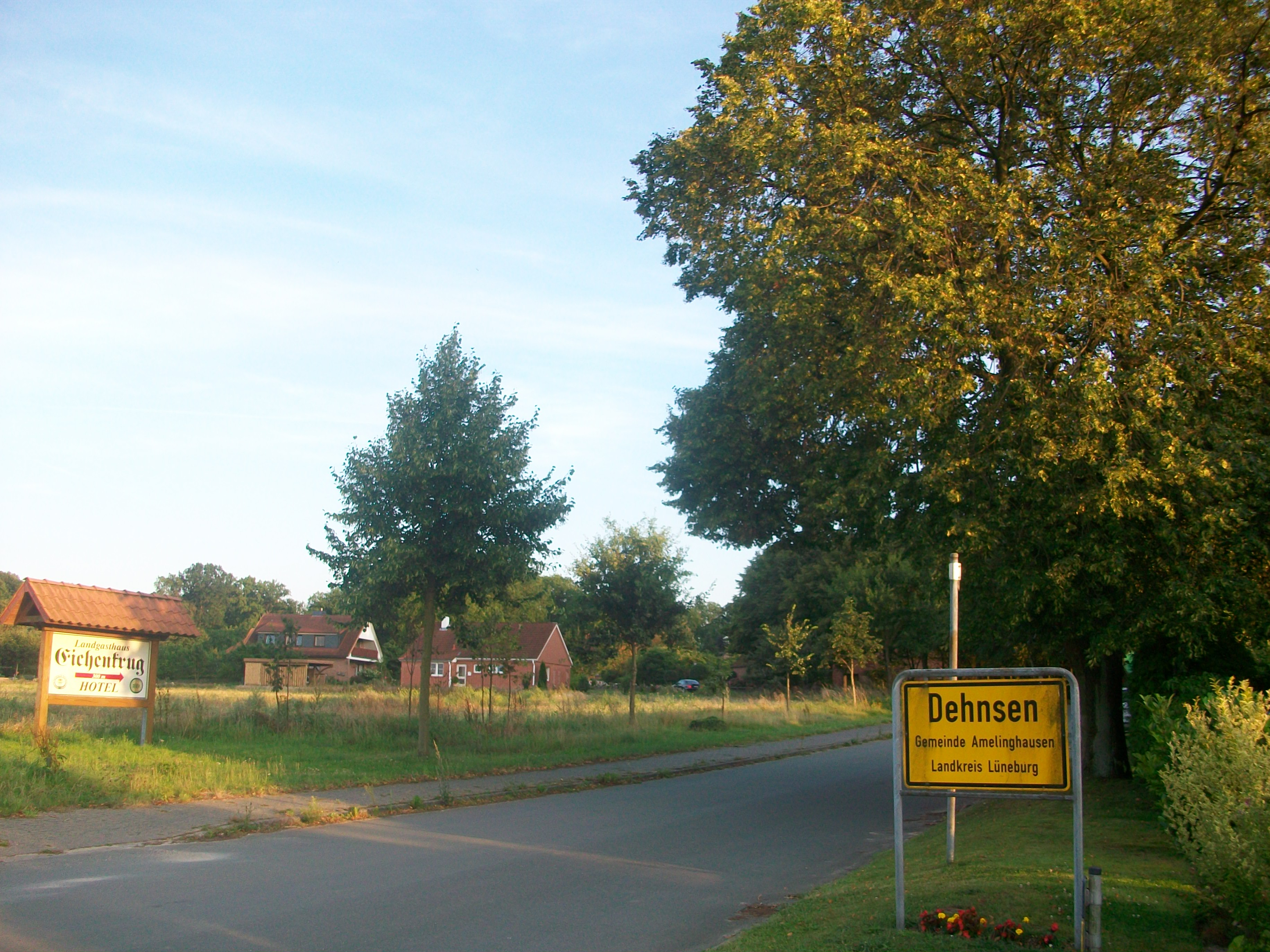
Entrada a Dehnsen desde Soderstorf

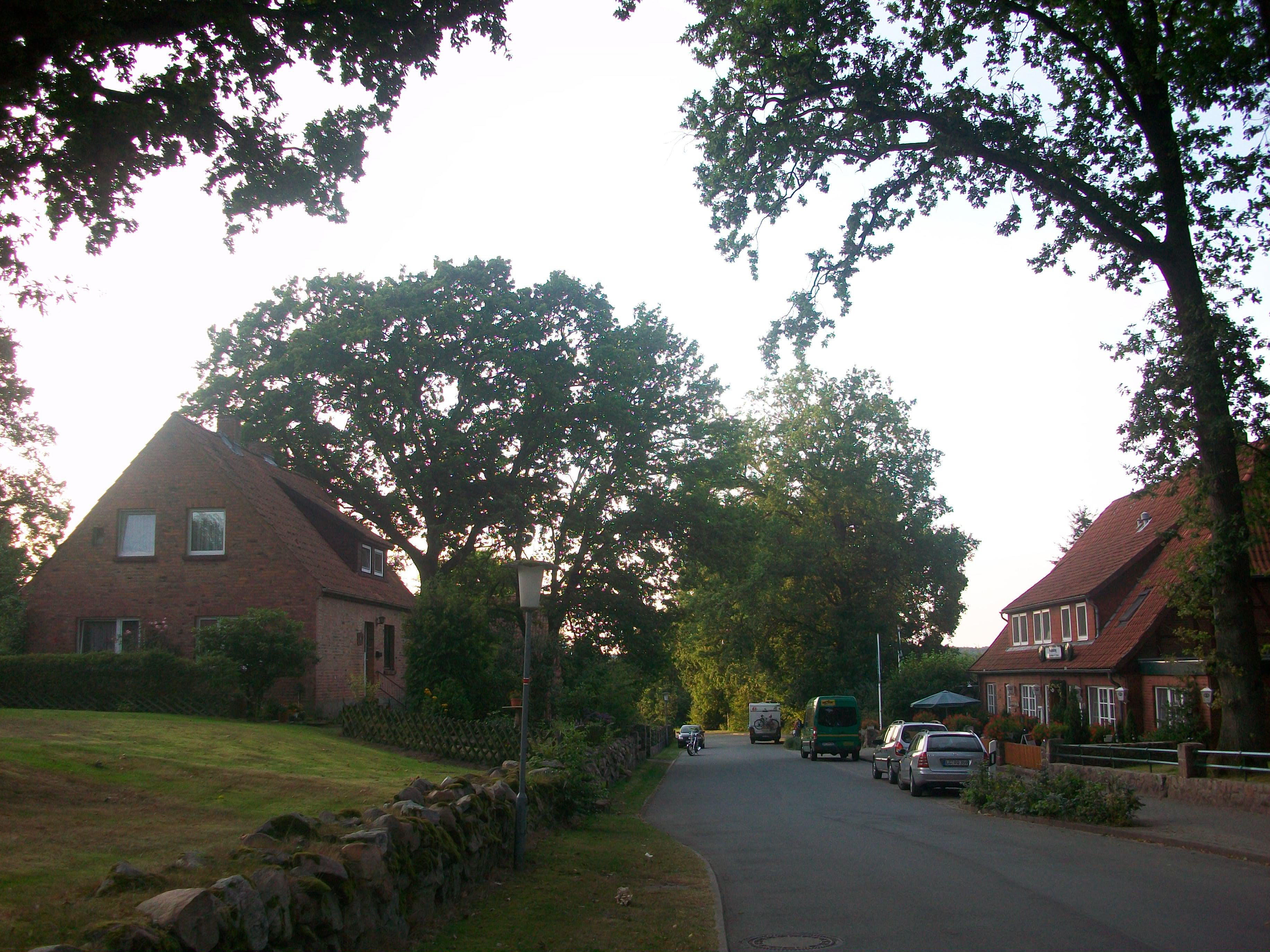
Calle de Dehnsen

Dehnsen es un pueblo y una de las tres pedanías en que se divide el municipio de Amelinghausen, en el distrito administrativo de Amelinghausen perteneciente a su vez al distrito de Luneburgo en la Baja Sajonia (Alemania).

## Geográfia
Dehnsen está situado sobre una colina, relativamente cerca, a unos 2 km, del río Luhe, el cual baña los campos de cultivo de la localidad. Se halla entre las localidades de Amelinghausen y Soderstorf, a medio camino de ambas. 
Dehnsen se halla al norte del llamado Lüneburger Heide, esto es: el parque nacional del Brezal de Luneburgo.

### Distancias
Dista 3,3 km de Amelinghausen, capital del municipio, 23 km de Luneburgo, capital de la comarca y 58 de Hamburgo, que es la ciudad de mayor entidad cercana a la localidad. Le separan 333 km de Berlín, la capital nacional. Así mismo dista 1 km de Etzen, la población más cercana y 2,4 km de Soderstorf, capital del municipio de su nombre.

## Historia
Durante las primeras décadas del siglo XX la localidad acogió a alemanes retornados desde Letonia, escogiendo éstos la localidad para formar una nueva vida por el parecido que encontraron entre Dehnsen y su país de origen.
Hasta la reforma organizativa alemana del año 1974, Dehnsen era la capital de su propio municipio, con el nombre de Gemeinde Etzen y englobando el propio Dehnsen y la vecina y más pequeña localidad de Etzen, de la que dista apenas 1 km. Una vez realizada la reforma, ambos pueblos pasaron a convertirse en dos barrios de Amelighausen.

## Demografía
En 2009 Dehnsen contaba con una población de 180 residentes, de los cuales 50 son niños en edad escolar. Siendo pues una localidad muy joven, con un alto porcentaje de niños.

### Lengua
El pueblo pertenece al ámbito del dominio del Bajo alemán, contando aún la lengua con un elevado número de hablantes, aunque ese porcentaje es más reducido entre el sector de la población de menor edad.

## Comunicaciones
A Dehsen se llega desde la carretera que une Soderstorf con Amelinghausen, así como por la carretera B209 entre Amelinghausen y la carretera B79. Le separan apenas 10 km de la autovía A7 que comunica Hamburgo y Hanover.
Hay un servicio de autobuses que une regularmente el pueblo con la capital del municipio.
También se puede acceder a Dehnsen en tren usando para ello la cercana estación de Soderstorf.

## Economía

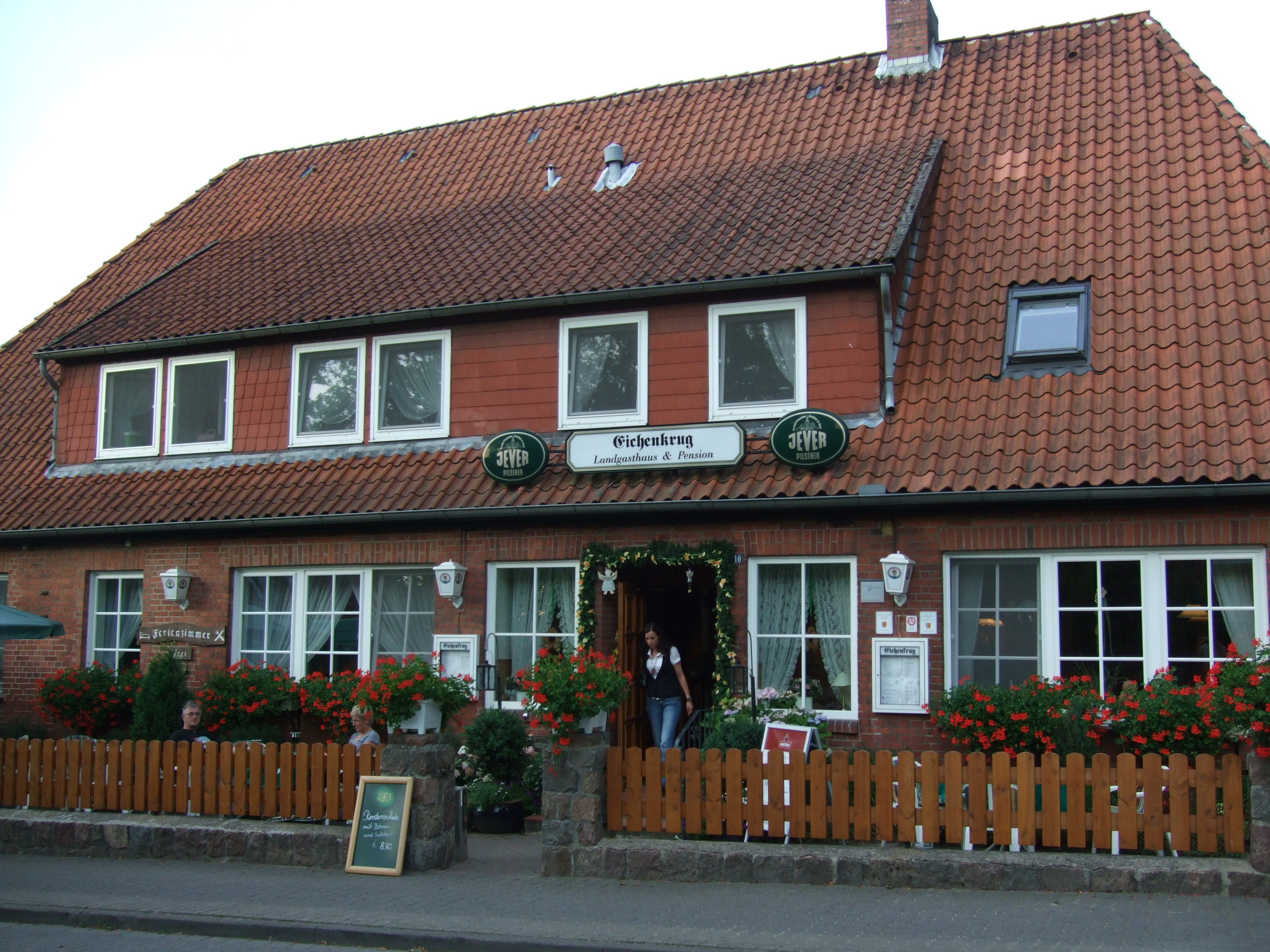
Posada en Dehnsen

Como muchas otras localidades cercanas Dehnsen se halla dentro de la zona de influencia de Luneburgo, quien ejerce de capital y provee trabajo para los habitantes de alrededor. Gran parte de la población actual de Dehnsen tiene pues a Luneburgo como su centro de trabajo, dedicándose éstos tanto al sector servicios como al de la industria y siendo por tanto Dehnsen un pueblo dormitorio de la capital del landkreis. 
El sector primario representó en el pasado la fuente de ingresos principal de la localidad. Las granjas locales contraban regularmente a los obreros del pueblo que en ellas encontraban su fuente de alimento. Con el cambio producido después de los años 1950 a 1970 la situación cambió, puesto que la mecanización del trabajo requiere menor mano de obra; no obstante aún son importantes también para la economía de la localidad tanto la agricultura, que sigue representando una gran parte de sus ingresos, contando Dehnsen con 3 grandes granjas, como el nuevo sector del turismo, puesto que también se encuentra en el pueblo una posada y varias casas de alquiler para el verano. Estos han surgido a raíz de la creación del parque de las Landas de Luneburgo, el cual atrae a una gran cantidad de turistas anualmente, especialmente durante la celebración en Amelinghausen de la Fiesta del Brezo y la coronación de su reina, a mediados del mes de agosto.

## Personas ilustres
| - en agosto de 2014, Sophia Wischmann ganó el título de Reina del Brezo en la Fiesta del Brezo de Amelinghausen que se celebra desde 1949. Fue la primera titular de la corona de Dehnsen en la historia de la fiesta. |